# テルル化ベリリウム
テルル化ベリリウム(Beryllium telluride、BeTe)は、ベリリウムとテルルからなる化合物である。結晶性の固体で、格子定数は、0.5615nmである。約3eVという大きなエネルギーギャップを持つ半導体である。毒性は未知であるが、ベリリウムもテルルも毒性がある。水に晒されると、毒性のテルル化水素が発生する。